# Landenolf Ier de Capoue
 Landenolf Ier de Capoue est brièvement comte de Capoue entre 885 et 887.

## Origine
Landenolf est le fils et homonyme de Landenolf (mort en 859), gastald de Teano et de la fille du duc Potelfrit il est donc un petit-fils de Landolf Ier.

## Règne
Landenolf s'impose à son frère Landon III de Capoue en septembre 885. Il  règne un an et quatre mois et garde en prison son cousin le précédent prince déchu Pandenolf . Son bref règne est occupé à défendre de Capoue contre les Grecs d'Apulie, menés par Athanase II de Naples et Theophylactos (886-887), le stratège de Bari.  Ce dernier envoie 300 soldats sous le commandement d'un certain Chasanos qui appuie les troupes napolitaines, mais qui est rappelé à Constantinople et remplacé par Joannikios. Guaimar Ier de Salerne décide alors d'entrer dans le conflit aux côtés de Landenolf, tandis que le propre frère de Landenolf, Aténolf Ier de Capoue rejoint le parti ennemi et conclut un accord avec Athanase II de Naples. Joannikios pille Capoue et réussit à libérer Pandenolf, mais Aténolf sort finalement vainqueur du conflit grâce à l'appui d'Athanase II de Naples et devient l'unique comte de Capoue le 6 janvier 887.